# Andreas Reich (Unternehmer)
Andreas Reich (* 4. Mai 1971 in der Moldauischen SSR) ist ein Unternehmer und Geschäftsführer des Internet-TV-Betreibers Kartina.TV in Wiesbaden.

## Karriere
Andreas Reich siedelte 1994 mit seiner Frau von Transnistrien nach Deutschland über. 2007 gründete er die Kartina Digital GmbH in Wiesbaden. Gegenstand von Kartina.TV war zunächst die Ausstrahlung russischer und moldauischer Sender via Internet. Reich erweiterte 2022 das Programm durch den Streaming-Dienst KinoKartina.TV, der Filme aus den GUS-Staaten anbietet.
Andreas Reich ging mit dem lokalen Fußballverein SV Wiesbaden eine Partnerschaft ein und wollte auch dessen Spiele übertragen.
Vor der Bundestagswahl 2017 wurde während einer Kartina.TV-Übertragung das Logo der AfD mit dem Wahlslogan „Wählen Sie AfD! Für unsere gemeinsame Zukunft!“ angezeigt. Reich versuchte 2018 nach Russland zu expandieren. Zu diesem Zweck gründete er in Russland die Firma National Set. Kartina.TV wurde danach mehrfach von deutschen Behörden wegen Urheberrechtsverletzung ins Visier genommen. Der Online-Dienst musste alle russischen Nachrichtensender abschalten. Reich beschwerte sich, dass deutsche Medien „an offener Manipulation beteiligt“ seien und dabei „die Fakten und die Wahrheit“ verzerrten. 

## Privates
Andreas Reich lebt mit seiner Frau Irina und ihren sechs Kindern in Wiesbaden.